# Arctides
Arctides is een geslacht van kreeftachtigen uit de familie van de Scyllaridae.

## Soorten
- Arctides antipodarum Holthuis, 1960
- Arctides guineensis (Spengler, 1799)
- Arctides regalis Holthuis, 1963